# Похитайло, Евгений Дмитриевич
Евгений Дмитриевич Похитайло (14 апреля 1926, с. Антоновка, ныне Нижнеомский район, Омская область, РСФСР — 18 декабря 2015, Омск, Российская Федерация) — советский партийный и государственный деятель, первый секретарь Омского областного комитета КПСС (1987—1989), председатель Омского облисполкома (1982—1987).

## Биография
Родился в крестьянской семье. В 1952 г. окончил Омский сельскохозяйственный институт имени С. М. Кирова.
Трудовую деятельность начал в 1943 г. счетоводом колхоза «Борец» Нижнеомского района. Участник Великой Отечественной войны: был курсантом танкового училища, командиром танкового взвода. После демобилизации вновь работал счетоводом, трактористом.
- 1947—1950 гг. — агроном, главный агроном,
- 1950—1952 гг. — первый секретарь Нижнеомского районного комитета ВЛКСМ,
- 1952—1955 гг. — второй секретарь Омского областного комитета ВЛКСМ,
- 1955—1959 гг. — директор совхоза «Паутовский»,
- 1955—1966 гг. — председатель исполнительного комитета Полтавского районного совета депутатов (Омская область), директор треста зерновых совхозов, начальник Большереченского территориального совхозного управления, первый секретарь Саргатского районного комитета КПСС,
- 1966—1971 гг. — председатель планового комитета исполнительного комитета Омского областного совета депутатов,
- 1971—1982 гг. — заведующий сельскохозяйственным отделом Омского областного комитета КПСС, затем с 1978 г.— заместитель председателя исполнительного комитета Омского областного совета депутатов. В 1982 г. недолго после А.Ковальчука  - секретарь обкома КПСС по сельскому хозяйству ( преемник постоянно - А.П.Леонтьев ).

С 1982 по 1987 гг. — председатель исполкома Омского областного совета депутатов, с 1987 по 1989 г. — первый секретарь Омского обкома КПСС.
Избирался депутатом Верховного Совета РСФСР.
С 1989 г. на пенсии. Народный депутат СССР (1989—1991) от Тарского территориального избирательного округа № 242 Омской области.
После 1991 г. активно занимался политической деятельностью, был среди тех, кто возрождал Омское отделение КПРФ. Помимо политической деятельности писал книги — его перу принадлежит шесть книг — сборников статей и эссе о происходящих в России и в мире политических событиях.
Отказался сначала от получения юбилейной медали «50 лет Победы в Великой Отечественной войне 1941—1945 гг.», аргументировав это тем, что не желает принимать награду «из рук Ельцина», а затем — от получения юбилейной медали «60 лет Победы в Великой Отечественной войне 1941—1945 гг.», опубликовав в печати такое заявление: «Принять из рук В. Путина, Президента РФ медаль „60 лет Победы в Великой Отечественной войне 1941—1945 годов“, не без одобрения которого США своим военным присутствием окружили Россию, а НАТО вплотную приблизилось к нашим границам, отказываюсь».
Умер 18 декабря 2015 года в городе Омске. Похоронен на Старо-Северном кладбище.

## Награды и звания
Награжден орденом Ленина, тремя орденами Трудового Красного Знамени, орденом «Знак Почета», медалями.